# 科爾奇夫卡 (日達喬夫區)
49°11′1″N 24°9′45″E / 49.18361°N 24.16250°E
科爾奇夫卡（烏克蘭語：Корчівка），是烏克蘭西部的村莊，隸屬利維夫州的斯特雷區。該村始建於1540年，面積1.12平方公里，海拔高度310米，2001年人口244。